# Mylène Demongeot

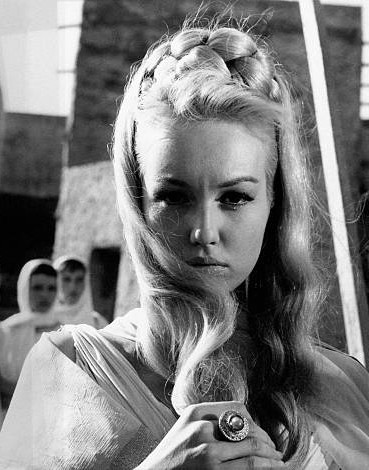
Mylène Demongeot într-o scenă din filmul Răpirea sabinelor (1961)

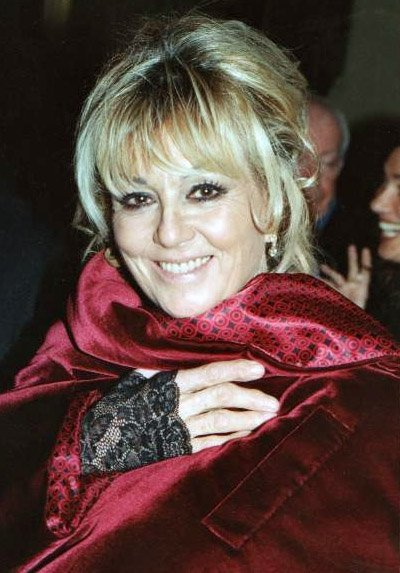
Mylène Demongeot la Premiile César în anii '90

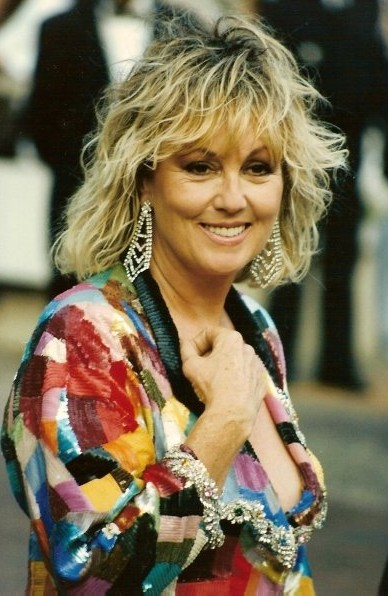
Mylène Demongeot la Festivalul de la Cannes (1990)

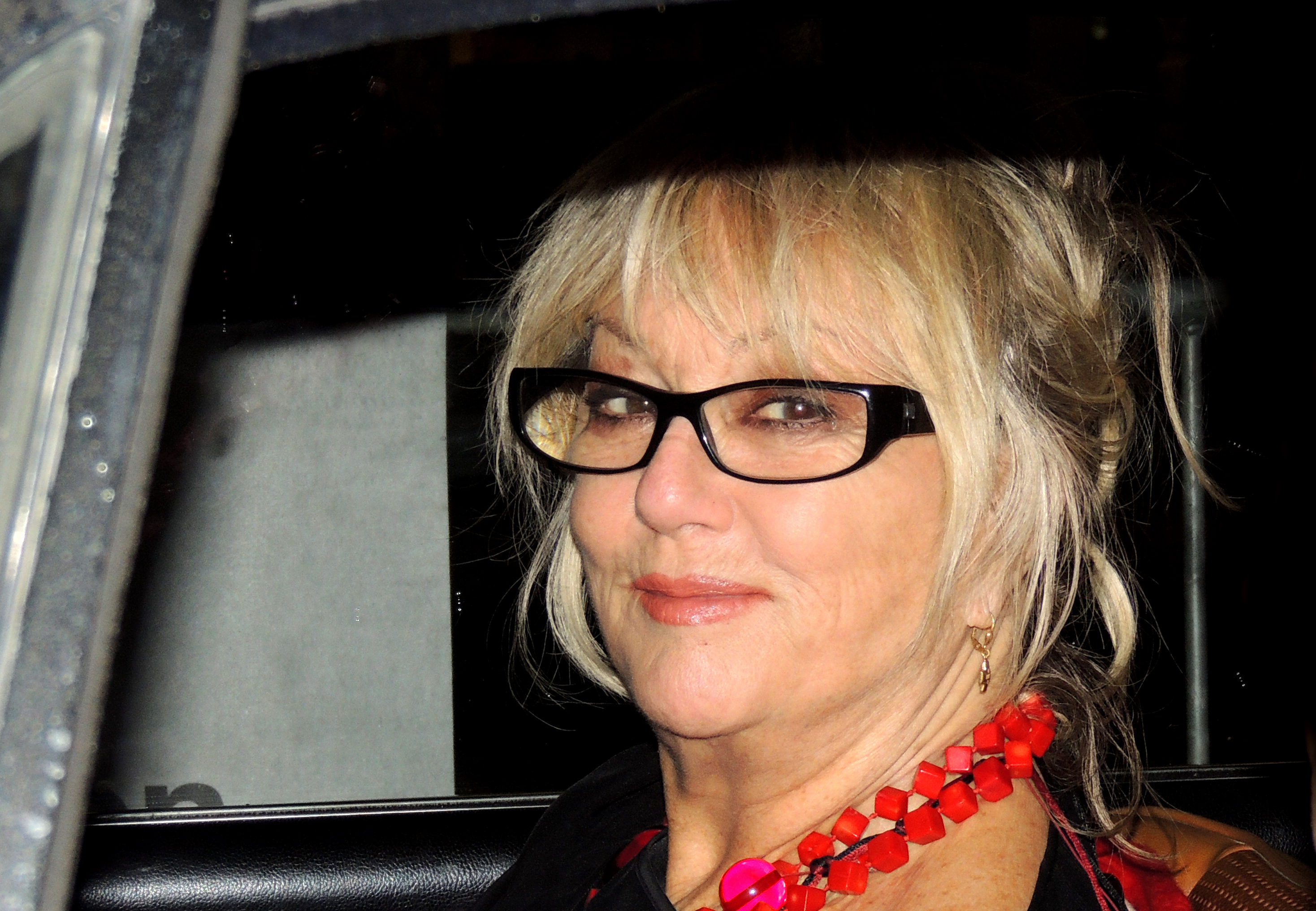
Mylène Demongeot în octombrie 2013 la Waterloo

Mylène Demongeot (n. 29 septembrie 1935, Nisa, Franța – d. 1 decembrie 2022, Paris, Métropole du Grand Paris, Franța) a fost o actriță franceză de film și teatru.

## Biografie

### Copilăria
Marie-Hélène Demongeot s-a născut pe 29 septembrie 1935 la Nisa, în departamentul Alpes-Maritimes. Tatăl său, Alfred Jean Demongeot (născut la data de 30 ianuarie la Nisa, decedat în 1961), era un funcționar public de rang înalt în Ministerul Economiei Naționale, fiind fiul lui Marie Joseph Marcel Demongeot, militar de carieră, maior, comandant de batalion în regimentul 76 infanterie, născut la data de13 iulie 1869 în Langres, Haute-Marne, decedat la 6 mai 1917 și al lui Clotilde Caroline Innocente Marie Faussone di Clavesana. Mama Mylenei, Claudia Troubnikova (născută la 17 mai 1904 la Harkov, Imperiul Rus, decedată în 1986) aparținea unei familii de ruși albi exilați.
Mylène Demongeot și-a petrecut copilăria la Nisa, primii patru ani locuind într-o casă de pe rue Frédéric-Passy, cu bunica sa din partea tatălui. Părinții săi locuiau la Paris, dar la sfârșitul anului 1939, după izbucnirea celui de-al Doilea Război Mondial, i s-au alăturat la Nisa.
Avea 13 ani când familia ei s-a întors la Paris și s-a stabilit acolo. A studiat intens pianul, luând lecții cu Marguerite Long⁠(d) și Yves Nat, și s-a înscris la Cours Simon⁠(d), pe care l-a părăsit pentru a-l urma pe cel al  Mariei Ventura.

### Cariera artistică
Paralel cu primele ei mici roluri în cinema din 1953, ea a pozat pentru fotografii publicitare și s-a îndrăgostit de fotograful Henry Coste (1926-2011), pe care l-a cunoscut în 1956. De asemenea, datorită uneia dintre aceste fotografii publicitare, a fost observată de Raymond Rouleau⁠(d), care a distribuit-o în rolul Abigail din filmul Vrăjitoarele din Salem, rol care i-a adus succesul în 1957, la vârsta de 21 de ani. Henry Coste a divorțat și s-a căsătorit cu Mylène Demongeot în 1958.
Încă de la debut, aspectul ei de blondă senzuală și grația ei răutăcioasă au făcut-o să concureze cu o altă tânără actriță în vogă, Brigitte Bardot. Dar se demarcă de aceasta (cu care, dealtfel, împărtășește aceeași dragoste pentru animale) prin diversificarea preocupărilor sale. Ea joacă de timpuriu în producții străine, mai ales italiene. În Italia, ea a urcat la rangul de vedetă populară în 1959, jucând în filmul La Bataille de Marathon și prin participarea ei foarte remarcată cu Laurent Terzieff⁠(d), într-o secvență memorabilă din filmul Les Garçons al lui Bolognini.
Etichetată cu ușurință, în acea perioadă, ca „blonda senzuală”, remarcabilele sale prestații dramatice din filmele L'Inassouvie de Dino Risi (1960), sau Le Cavalier noir (1961) de Roy Ward Baker, au fost adesea ignorate. Chiar și atunci când își schimbă radical registrul cu rolurile răutăcioase și emoționante din „marivaudages” elegante ale lui Deville (À cause, à cause d'une femme, L'Appartement des filles), producătorii și publicul o preferă în producții populare precum Cei trei mușchetari sau Fantômas.
Mylène Demongeot i-a avut ca parteneri pe ecran pe unii dintre cei mai faimoși actori din cinema ai epocii sale: Jean Marais (de mai multe ori, inclusiv în trilogia Fantômas), Yves Montand, Henri Vidal⁠(d) (în Une manche et la belle și Sois belle et tais-toi), Curd Jürgens, David Niven, Steve Reeves, Roger Moore, Dirk Bogarde (în The Singer Not the Song⁠(d) și Doctor in Distress⁠(d)), Jeffrey Hunter⁠(d) (în L'Or des Césars și The Private Navy of Sgt. O'Farrell⁠(d)), Sami Frey, Jean-Paul Belmondo, Michel Piccoli, Gérard Depardieu și afinități cu marile figuri comice ale ecranului și scenei: Louis de Funès, Francis Blanche, Henri Salvador și Pierre Richard.
În 1966, în timpul filmărilor pentru televiziune al unuia dintre episoadele din Dossiers de l'agence O, Mylène Demongeot l-a cunoscut pe Marc Simenon, regizorul și fiul scriitorului Georges Simenon, și s-a căsătorit cu el în același an. Pentru el, și-a pus cariera profesională pe plan secund pentru a-l ajuta în producțiile acestuia.
După ce Marc Simenon a murit accidental la 22 octombrie 1999, Mylène Demongeot și-a împărțit timpul între scris și angajamente față de diverse cauze.
Ulterior, și-a redescoperit dualitatea de actriță populară și avangardistă. A jucat în filme împreună cu Michel Gérard, Bertrand Blier și Cédric Kahn și s-a implicat în producții precum La Piste du télégraphe de Liliane de Kermadec sau Victoire de Stéphanie Murat. Între anii 2000-2010 a avut o diversitate de roluri, alternând filme de succes, precum 36 quai des Orfèvres de Olivier Marchal și seria Camping de Fabien Onteniente, cu filmele lui Hiner Saleem, care o distribuie succesiv în Les Toits de Paris (2007) și Si tu meurs, je te tue⁠(d) (2011).
Între septembrie 2013 și iunie 2014, Mylène Demongeot a fost o invitată constantă a programului radio Les Grosses Têtes, de Philippe Bouvard, de la RTL.

### Alte activități
Mylène Demongeot a candidat la alegerile regionale din 1992 din Provence-Alpes-Côte d'Azur pe lista Énergie Sud a lui Bernard Tapie⁠(d), din departamentul Bouches-du-Rhône.
Ea s-a dedicat protecției animalelor, luptei împotriva poluării și împotriva minelor antipersonal (ea este fondatoare a ONG-ului HAMAP).
A fost membră a comitetului de onoare al Asociației pentru Dreptul de a muri cu Demnitate (ADMD).

### Viața privată
Mylène Demongeot a fost căsătorită de două ori : în 1958 cu fotograful Henry Coste și în 1968 cu regizorul Marc Simenon. Cu Marc Simenon, care a murit în 1999, ea a locuit în Poigny-la-Forêt în Yvelines, apoi și-au cumpărat, în 1981, vila Les Myriades pe insula Porquerolles din Var, în timp ce a păstrat și un apartament la Paris. După moartea soțului ei, ea a vândut vila din Porquerolles și s-a mutat în 2011 la Mayenne, într-o fermă din Châtelain, aproape de  Château-Gontier și Refuge de l'Arche . Fondatorul acestui parc animalier specializat în primirea animalelor sechestrate sau rătăcite a fost cel care l-a încurajat să vină în regiune și care i-a găsit casa, o fermă veche înconjurată de un teren mare cu iaz. Actrița s-a implicat în viața adăpostului de animale și a devenit președinte de onoare al asociației care administrează parcul animalier.
Actrița a fost victima unei escrocherii financiare puse la cale de managerul ei de cont. Ea susține că i-a fost furată o sumă de circa două milioane de euro, la fel ca și altor personalități ale filmului precum Isabelle Adjani, Alexandre Arcady, Monica Bellucci, Juliette Binoche, Olivier Martinez sau Samy Naceri. Instanța a pus pe rol acest caz în iunie 2012. Mylène Demongeot a povestit lunga perioadă de procedură judiciară a acestui  caz în cartea ei Très chers escrocs… (2019).

### Moartea și funeraliile
Mylène Demongeot a murit la 1 decembrie 2022 la spitalul Cognacq-Jay din Paris, unde era internată pentru îngrijiri paliative în urma unui cancer peritoneal.
Funeraliile ei au avut loc pe 10 decembrie 2011 la crematoriul cimitirului Père-Lachaise din Paris, în prezența mai multor personalități din lumea cinematografiei, printre care Pierre Richard, Daniel Prévost și Dominique Besnehard. Cenușa actriței a fost împrăștiată în mai multe locuri, conform ultimei ei dorințe.

## Roluri în teatru
O selecție a spectacolelor în care Mylène Demongeot a jucat roluri importante:
- 1958: Virage dangereux („Viraj periculos”) de J. B. Priestley, regia Raymond Rouleau, Théâtre Édouard VII⁠(d)
- 1968: Gugusse de Marcel Achard⁠(d), regia Michel Roux, Théâtre de la Michodière⁠(d)
- 1988: Caviar ou lentilles („Caviar și linte”), adaptare după Caviale e lenticchie de Giulio Scarnicci și Renzo Tarabusi, regia Jacques Rosny
- 1988: Salomé de Oscar Wilde, regia Francis Sourbié, Théâtre Mouffetard
- 1992: Piège pour un homme seul („Capcană pentru un om singur”) de Robert Thomas⁠(d), regia Robert Thomas
- 1992: Le Canard à l'orange de William Douglas-Home⁠(d), regia Pierre Mondy
- 1992: Électre („Electra”) de Jean Giraudoux, regia Raymond Gérôme
- 1992: Un homme pressé de Bernard Chartreux, regia Jean-Pierre Vincent
- 2000: Becket ou l'Honneur de Dieu de Jean Anouilh, regia Didier Long
- 2017: Love Letters⁠(d) de A. R. Gurney⁠(d), regia Stéphanie Fagadau, Théâtre des Champs-Élysées⁠(d)

## Filmografie
- 1957: Vrăjitoarele din Salem (Les sorcières de Salem), regia Raymond Rouleau⁠(d)
- 1957: Une manche et la belle⁠(d), regia Henri Verneuil
- 1958: Bonjour tristesse, regia Otto Preminger
- 1958: Sois belle et tais-toi⁠(d), regia Marc Allégret
- 1959: Le vent se lève⁠(d), regia Yves Ciampi
- 1959: Faibles Femmes⁠(d) („Femeile sunt slabe”), regia Michel Boisrond⁠(d)
- 1959: Upstairs and Downstairs⁠(d), regia Ralph Thomas
- 1959: Bătălia de la Maraton (film din 1959)⁠(d), regia Mario Bava și Jacques Tourneur
- 1960: Sub zece drapele (film din 1960)⁠(d), regia Duilio Coletti și Carlo Lizzani
- 1960: Un amore a Roma⁠(d), regia Dino Risi
- 1961: Cei trei mușchetari (Les trois mousquetaires), regia Bernard Borderie
- 1961: Răpirea sabinelor (film din 1961)⁠(d), regia Richard Pottier⁠(d)
- 1962: Copacabana Palace⁠(d), regia Steno
- 1963: À cause, à cause d'une femme⁠(d), regia Michel Deville⁠(d)
- 1964: Căutați idolul (Cherchez l'idole), regia Michel Boisrond
- 1964: Fantômas, regia André Hunebelle
- 1965: Coliba unchiului Tom (Onkel Toms Hütte), regia Géza von Radványi
- 1965: Fantômas în acțiune, regia André Hunebelle
- 1966: Cum să seduci un play-boy în anul 2000⁠(d), regia Michael Pfleghar⁠(d)
- 1967: Fantômas contra Scotland Yard, regia André Hunebelle
- 1969: Una su 13⁠(d), regia Nicolas Gessner și Luciano Lucignani
- 1970: Ciuperca (film din 1970)⁠(d), regia Marc Simenon⁠(d)
- 1971: Explozia (film din 1971)⁠(d), regia Marc Simenon
- 1972: Câțiva acri de zăpadă⁠(d), regia Denis Héroux⁠(d)
- 1974: Par le sang des autres⁠(d), regia Marc Simenon
- 1977: Motocicleta care ucide⁠(d), regia Claude Patin
- 1983: Surprise Party⁠(d), regia Roger Vadim
- 2004: 36 quai des Orfèvres⁠(d) („Poliția judiciară”), regia Olivier Marchal⁠(d)
- 2007: Acoperișurile Parisului⁠(d), regia Huner Saleem⁠(d)
- 2011: Dacă mori, te ucid⁠(d), regia Huner Saleem⁠

## Lucrări publicate

### Autobiografii
- Tiroirs secrets. Paris: Éditions Le Pré aux clercs. 2001. ISBN 978-2-84228-131-1. („Sertare secrete”)
- Mémoires de cinéma. Paris: Éditions Hors collection. 2011. ISBN 978-2-258-09002-6. („Memorii cinematografice”; continuarea autobiografiei „Sertare secrete”)
- L'Amour fou. Paris: Éditions Michel Lafon. 2019. ISBN 978-2-7499-3484-6. („Dragoste nebună”)

### Povestiri și eseuri
- Les Lilas de Kharkov. Paris: Éditions Hachette. 1990. ISBN 978-2-01-016628-0. („Liliecii din Harkov”)
- Adieu Kharkov. Charleroi: Dupuis, serie Aire Libre. 2015. ISBN 978-2-8001-6287-4. („Adio Harkov”)
- Animale(ment Vôtre). Paris: Éditions Le Pré aux clercs. 2005. ISBN 978-2-84228-219-6.
- Mylène Demongeot; Isabelle Sokolow (2008). Le Piège, l'alcool n'est pas innocent. Paris: Éditions Flammarion. ISBN 978-2-08-121404-0.
- Les Animaux de ma vie. Paris: Éditions Flammarion. 2009. ISBN 978-2-08-122925-9. („Animalele din viața mea”)
- Mes monstres sacrés. Paris: Éditions Flammarion. 2015. ISBN 978-2-08-134474-7. („Monștrii mei sacri”)
- La vie, c'est génial !. Paris: L'Archipel, serie=Arts et spectacle. 2018. ISBN 978-2-84228-131-1. („Viata e minunată!”)
- Très chers escrocs... Paris: L'Archipel. 2019. ISBN 978-2-80982-695-1. („Dragii mei escroci...”)

## Distincții
În 2007 a fost decorată cu Ordre des Arts et des Lettres⁠(d) în grad de comandor, iar după 10 ani, în 2017, a fost distinsă cu Legiunea de onoare în grad de cavaler.
Mylène Demongeot a fost de două ori nominalizată la Premiul César, categoria „Cea mai bună actriță în rol secundar”, în 2004 (pentru rolul din filmul 36 quai des Orfèvres⁠(d)) și în 2006 (pentru rolul din filmul La Californie⁠(d)).